# 지오캐스트
지오 캐스팅(Geocast)은 지리적 위치로 근거리로 식별되는 인근 지역 지리적 위치에 따른 네트워크의 대상 그룹에 트래픽 정보를 전달하는 것을 말한다.  즉 가까운 곳에서 트래픽을 받는 것이다. 이것은 모바일 ad hoc 네트워크를 위한 일부 멀티 캐스트와 연관된 "최적의 최단거리" 경로를 제공하는 라우팅 프로토클 에 의해 사용되는 멀티 캐스트 어드레싱의 특별한 형태이다.

## 지리적 주소 지정 방법 예제
다음과 같이 그림을 통해서 라우팅 방식이 1:1 로 전달하는 유니캐스트 방식에서부터 지역별로 트래픽을 구분하여 최단거리로 전달하는 지오 캐스트까지 어떻게 구분되는지를 알 수 있다.

## 개요
인터넷 상의 트래픽을 전달받는 지리적 대상 주소는 점, 원 (중심점과 반경 포함) 및 다각형 (점 목록, 예 : P (1), P (2), ..., P (n-1))으로 표현 할 수 있다. P (n), P (1)). 지리적 위치 (지리적 경로의 시작점)을 볼때, 인터넷상의 트레픽이 전달되기 위해서 가장 근거리에 위치한 트래픽을 전달받는것을 통해서 통신이 이루어진다.  지오(지역) 라우터는 서비스 영역(트래픽을 전달해야하는 곳) 실제 거리를 분석하여 최단 거리를 찾는 라우팅 테이블을 작성한다.  라우터는 최단 거리가 어디 인지를 찾는 계층 구조로 거리를 계산한다.
지리적 주소 지정 및 최단 거리를 찾는 라우팅은 지리적 위치, 지리적 인 통신의 전달 방식, 지리적으로 제한된 지역에서 서비스를 하려고 하는 범위 및 트래픽을 전달 받기를 원하는 네트워크 참여자의 분석 등 잠재적 인 응용 프로그램들이 지오캐스트에서 사용될수 있다 (Navas, Imieliński, 'GeoCast - 지리적 주소 지정 및 라우팅' . )

## 같이 보기
- 애니 캐스트
- 지리적 라우팅
- 준회 지오 캐스트 / 저장된 지오 캐스트
- 라우팅
- 유니 캐스트

## 추가 자료
1. ↑  Navas, J.C.; Imieliński, T. (1997). “GeoCast - Geographic Addressing and Routing”. 《Proceedings of the 3rd annual ACM/IEEE international conference on Mobile computing and networking》: 66–76.

- RFC 2009 GPS 기반 주소 지정 및 라우팅
- 지오 캐스팅 라우팅 프로토콜에 대한 조사
- 데이터 센터 전반에 걸친 효율적인 다중 지점 간 전송